# Стад Чедлі Зуйтен
Стадіон Чедлі Зуйтена (фр. Stade Chedly Zouiten, араб. ملعب الشاذلي زويتن) — багатофункціональний стадіон в районі Мутюеллвіль міста Туніс. Є домашньою ареною футбольного клубу «Стад Тунізьєн». Стадіон вміщує 18 000 глядачів.

## Історія
Відкритий 1942 року стадіон був головною ареною Кубка африканських націй 1965 року, прийнявши 5 матчів, в тому числі фінал. Довгий час він був головним стадіоном столиці Тунісу, але втратив свій статус після появи стадіону Ель-Менза в 1967 році, а ще пізніше і як більшого, так і більш сучасного Олімпійським стадіоном у 2001 році. Там не менш стадіон залишався діючим і зокрема прийняв один матч Кубку африканських націй 1994 року, а також шість матчів групового етапу молодіжного чемпіонату світу 1977 року.
З 2 січня 2009 по 20 травня 2012 року на стадіоні пройшла масштабна реконструкція.

## Ім'я

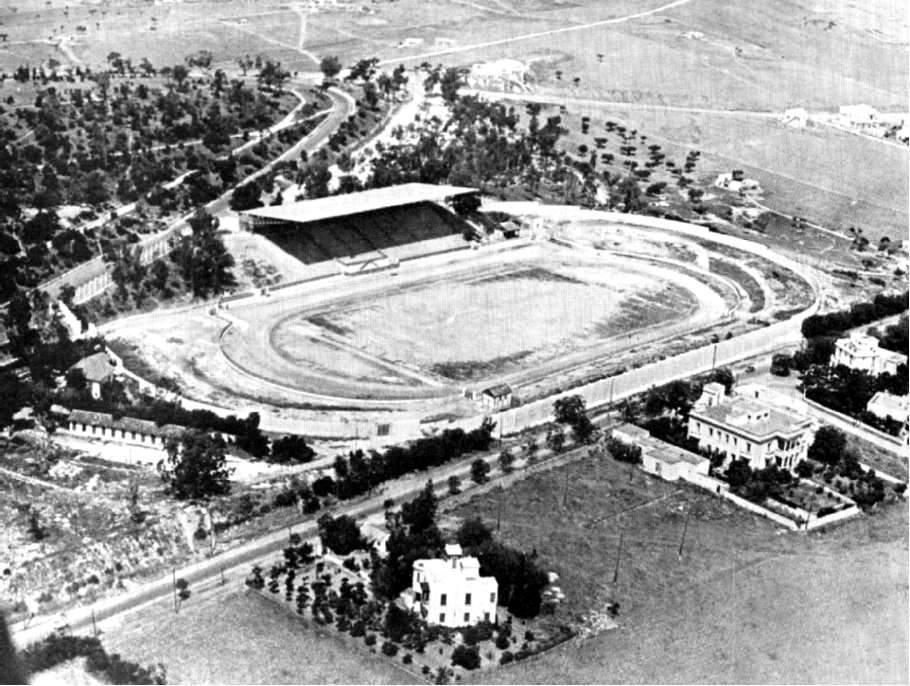
Історичне фото.

Початково отримав назву стадіон Жоржа Андрі, на честь французького спортсмена, який загинув під час туніської кампанії Другої світової війни, але після проголошення незалежності Тунісу від Франції в 1956 році був перейменований на честь Чедлі Зуйтена, туніського футбольного функціонера і родича першого президента країни Хабіба Бургіби.

## Інфраструктура
На стадіоні розміщені два трав'яних футбольних поля, один для тренувань, а другий для національних та міжнародних спортивних змагань, гандбольне поле, 400-метрова доріжка, дві ями для стрибків, два тири.

## Матчі

### Кубок африканських націй
| 1 | 12 листопада 1965 | Туніс – Ефіопія       | 4 – 0 | Група A        |  |  |  |
| 2 | 14 листопада 1965 | Сенегал – Туніс       | 0 – 0 | Група A        |  |  |  |
| 3 | 19 листопада 1965 | Сенегал – Ефіопія     | 5 – 1 | Група A        |  |  |  |
| 4 | 21 листопада 1965 | Сенегал – Кот-д'Івуар | 0 – 1 | За третє місце |  |  |  |
| 5 | 21 листопада 1965 | Гана – Туніс          | 3 – 2 | Фінал          |  |  |  |
|   |                   |                       |       |                |  |  |  |
| 6 | 28 березня 1994   | Єгипет – Габон        | 4 – 0 | Група B        |  |  |  |